# Renanthera
Renanthera, abreviado como Ren en el comercio de horticultura, es un género de orquídeas monopodiales con especies epífitas y terrestres distribuidas desde la India hasta Nueva Guinea en las regiones tropicales de Asia.
Las especies de este género producen una inflorescencia ramificada con numerosas flores que varían en color desde el amarillo y el naranja al rojo. Estas flores poseen grandes sépalos laterales.

## Cultivo
Las especies de este género por lo general requieren un clima cálido, con buena circulación de aire y la luz plena en general. Su estilo de crecimiento indica que crecen mejor en un tapiz o una cesta colgante. Si se cultivan en macetas deben tener un excelente drenaje.  

## Taxonomía
El género fue descrito por João de Loureiro y publicado en Flora Cochinchinensis 2: 516, 521. 1790.

## Especies[3]
- Renanthera annamensis  Rolfe (1907)
- Renanthera auyongii  Christenson (1986)
- Renanthera bella  J.J.Wood (1981)
- Renanthera breviflora  (Rchb.f.) R.Rice & J.J.Wood (2003)
- Renanthera chanii  J.J.Wood & R.Rice (2003)
- Renanthera citrina  Aver. (1997)
- Renanthera coccinea  Lour. (1790) - Especie tipo
- Renanthera edelfeldtii  F.Muell. & Kraenzl. (1894)
- Renanthera elongata  (Blume) Lindl. (1833)
- Renanthera hennisiana  Schltr. (1914)
- Renanthera histrionica  Rchb.f. (1878)
- Renanthera imschootiana  Rolfe (1891)
- Renanthera isosepala  Holttum (1965)
- Renanthera matutina  (Poir.) Lindl. (1833)
- Renanthera moluccana  Blume (1849)
- Renanthera monachica  Ames (1915)-->
- Renanthera philippinensis  (Ames & Quisumb.) L.O.Williams (1937)
- Renanthera pulchella  Rolfe (1914)
- Renanthera storiei  Rchb.f. (1880)
- Renanthera vietnamensis  Aver. & R.Rice (2002)